# Bogoševo
Bogoševo (cyr. Богошево) – wieś w Serbii, w okręgu pczyńskim, w gminie Vladičin Han. W 2011 roku liczyła 130 mieszkańców.